# Подстилка из плоти
«Подстилка из плоти» (существуют иные переводы названия) — китайский эротический роман XVII века. Опубликован под псевдонимом, но обычно его автором считают Ли Юя. Переведён на английский, немецкий, русский (китаеведом Д. Н. Воскресенским), чешский и некоторые другие языки. Экранизирован в Гонконге.

## История
Роман был написан в 1657 и опубликован в 1693 году. Состоит из четырёх томов по пять глав в каждом. Уже в 1705 книга вышла в Японии с хвалебным предисловием, превозносившим её как величайший эротический роман всех времён.
Книга имеет противоречивую репутацию в Китае. Её долго подвергали запретам и цензуре, но иногда принимали как аллегорию или использовали для атак на конфуцианское пуританство. В предисловии к тексту говорится, что секс хорош как лекарство, но не в качестве пищи. Роберт Хейгел считал роман сатирой на систему императорских экзаменов и пародией на одну из литературных традиций того времени.

## Сюжет
Протагонист, эгоистичный молодой учёный, посещает буддистский храм и спорит с монахом. Последнему он вменяет сидение на подстилке и медитации в качестве смысла жизни, сам же утверждает, что хочет сидеть на «подстилке из плоти» (то есть женщине). Затем главный герой встречает бандита и вступает с ним в побратимские отношения. Бандит знакомит его с магом, который при помощи собачьих жил увеличивает пенис протагониста. При помощи бандита он вступает в связь со многими замужними женщинами.
Муж одной из них узнаёт об измене жены, приходит в ярость и решает отомстить. Замаскировавшись, он проникает в дом протагониста, соблазняет его жену и, когда та беременеет, продаёт её в бордель для занятий проституцией. Обнаружив, что натворил смертных грехов, мститель, однако, раскаивается и решает стать буддийским монахом, причём под руководством монаха, упомянутого выше.
Тем временем в борделе жена протагониста проходит обучение особому искусству — каллиграфическому письму с обмакиванием кисточки в свои гениталии. Позже она встречает трёх героев и занимается сексом с каждым из них. Когда протагонист посещает бордель, жена узнаёт его и от стыда совершает самоубийство. Протагониста крепко бьют, и он решает стать буддийским монахом. Также он кастрирует себя, чтобы увеличенный пенис не мешал этому начинанию.